# Sonic Death
Sonic Death är ett livealbum av Sonic Youth som släpptes år 1984. Skivan innehåller liveinspelningar från mellan åren 1981 och 1983. 

## Låtlista

### Skiva 1
1. The Good and the Bad
2. She Is Not Alone
3. The Good and the Bad
4. The World Looks Red
5. Confusion Is Next
6. Inhuman
7. Shaking Hell
8. Burning Spear

### Skiva 2
1. Brother James
2. Early American
3. Burning Spear
4. Kill Yr Idols
5. Confusion Is Next
6. Kill Yr Idols
7. Shaking Hell
8. (She's in a) Bad Mood